# Wolschwiller
Wolschwiller é uma comuna francesa na região administrativa de Grande Leste, no departamento Alto Reno. Estende-se por uma área de 10,24 km². Em 2010 a comuna tinha 456 habitantes (densidade: 44,5 hab./km²).